# Frostschirm (Bauwesen)
Ein Frostschirm ist eine Schutzmaßnahme gegen Frostschäden an Bauwerken.
Nach DIN EN 1997-1/Eurocode 7, beziehungsweise die erweiternden Ausführungen der DIN 1054, sind Bauwerke wirksam vor Schäden durch Frosteinwirkung zu schützen. Bei Flachgründungen wie Bodenplatten muss verhindert werden, dass Wasser unter die Bodenplatte dringt und dort durch Auffrieren Schäden am Bauwerk entstehen.
Eine Möglichkeit stellt eine Frostschürze in Form einer senkrechten Abschirmung ins Erdreich dar. Eine Alternative, insbesondere bei hochgedämmten Bodenplatten, ist ein horizontaler Frostschirm.

## Ausführungsweise
Um das Gefrieren von Feuchtigkeit unterhalb der Bodenplatte zu verhindern, wird eine waagerechte Dämmlage um das Gebäude mit 60 bis 120 cm Breite gelegt. Über die so verlegte Wärmedämmung wird eine Schicht Erdreich gebracht. Umfassende Erd- und Betonierarbeiten sind nicht notwendig.  Als Dämmstoff kommt meist gängige Perimeterdämmung wie XPS-Dämmstoffe zum Einsatz. Als Alternative können auch Schaumglasschotterschichten oder andere für das Erdreich zugelassenen Dämmungen eingesetzt werden.

## Funktionsweise
Durch die aufsteigende Erdwärme unterhalb der Dämmung (Frostschirm) wird ein frostfreier Bereich um das Haus geschaffen. Die Bildung von Eislinsen unterhalb des Bauwerks wird verhindert und den Anforderungen der DIN-Normen Rechnung getragen.